# Koreansk Wikipedia
Koreansk Wikipedia (koreansk: 한국어 위키백과, tr. Han-gugeo Wikibaekgwa ; dansk: den koreansksprogede Wikipedia) er den koreansksprogede  version af det verdensomspændende encyklopædi-projekt Wikipedia. Den koreansksprogede wikipedia blev lanceret i oktober 2002 og nåede 10.000 artikler 4. juni 2005. Pr. 13. juli 2012 havde den koreansksprogede wikipedia 214.669 artikler og var den 21. største udgave af Wikipedia. I november 2016 er den koreansksprogede wikipedia den 27. største udgave af Wikipedia.
Pr. torsdag den 27. marts 2025 har den koreansksprogede Wikipedia 700.468 artikler, 1.799 aktive bidragydere og 29 administratorer.

## Historie
Koreansk Wikipedia benyttede en ældre version af MediaWiki. Softwaren havde problemer med at repræsentere Hangul, hvilket begrænsede brugen. I august 2002 blev softwaren opgraderet og kunne nu understøtte ikke-engelske alfabeter som hangul. Til trods for dette var der stadig problemer med Internet Explorers visninger, således at bidragene fortsat var få. Til trods for dette steg antallet af nye artikler fra oktober 2002 til juli 2003 fra 13 til 159 og i august 2003 nåede man 348 artikler. Endelig i september 2003 var hangul-problemet løst.

## Hangul og Hanja
Koreansk Wikipedia er skrevet næsten 100 % i hangul. Hanja benyttes kun til at belyse bestemte udtryk og angives typisk i parentes. En gruppe ved navn Dajimo arbejder på at introducere et blandet koreansk alfabet på Koreansk Wikipedia. En anmodning om en separat Wikipedia i blandingsskriften blev imidlertid afvist.

## Dialekter
Der er to primære standarder inden for koreansk, den sydkoreanske standard og den nordkoreanske standard. Nordkoreanerne er underrepræsenterede på den koreanske Wikipedia pga. nordkoreansk censur på internettet i Nordkorea. Da de fleste brugere er sydkoreanere, skrives de fleste artikler også på sydkoreansk dialekt. Det officielle navn for Wikipedia er 한국어 위키백과 Hangugeo Wiki-baekgwa. Hangugeo er navnet for koreansk i Sydkorea og baekgwa er en forkortelse for 백과사전 baekgwasajeon "encyklopædi".